# Guatopajaro
Guatopajaro es una localidad de Trinidad y Tobago, que forma parte de la región de Sangre Grande.

## Geografía
La localidad abarca parte de la isla Trinidad y limita al norte y este con Cumuto, al sur con Talparo y Tamana Road (ambas localidades pertenecientes a la región de Couva-Tabaquite-Talparo) y al oeste con San Raphael-Brazil (localidad perteneciente a la región de Couva-Tabaquite-Talparo) y Talparo.

## Demografía
Datos demográficos de la localidad de Guatopajaro:
| Gráfica de evolución demográfica de Guatopajaro entre 2000 y 2011 |
|                                                                   |